# Raúl González
Raúl González Blanco  (sinh ngày 27 tháng 6 năm 1977 tại Madrid, Tây Ban Nha), thường được gọi đơn giản là Raúl, là một cựu cầu thủ bóng đá người Tây Ban Nha chơi ở vị trí tiền đạo.
Phần lớn sự nghiệp thi đấu của Raul là tại câu lạc bộ Tây Ban Nha Real Madrid cho đến năm 2010 và là cầu thủ ghi bàn xuất sắc nhất mọi thời đại của câu lạc bộ trước khi bị Cristiano Ronaldo soán ngôi. Raúl đã ba lần giành chức vô địch UEFA Champions League. Anh rời Real Madrid vào ngày 25 tháng 7 năm 2010, với thành tích 228 bàn thắng trong 550 lần được ra sân thi đấu.

## Sự nghiệp câu lạc bộ
Sự nghiệp của Raúl bắt đầu tại đội bóng địa phương CD San Cristóbal de los Ángeles chơi cho đội Alevín của họ và Infantil vào mùa giải tiếp theo. Anh đã ký hợp đồng với đội Infantil của Atlético Madrid và giành chức vô địch quốc gia với đội Cadete mùa giải tiếp theo. Sau khi chủ tịch Atlético Jesús Gil quyết định đóng cửa học viện đào tạo trẻ của họ như một biện pháp tiết kiệm chi phí, Raúl chuyển đến đội Real Madrid's Cadete ở La Fábrica. Mùa giải tiếp theo, anh ấy được đôn lên đội Juvenil C và sau đó tiếp tục chơi cho đội Juvenil B và đội Juvenil A của họ.  Khi còn ở đội trẻ Real, Raúl đã giành được Dallas Cup vào các năm 1993 và 1994.

### Real Madrid
Anh bắt đầu sự nghiệp chuyên nghiệp lần đầu tiên vào mùa giải 1994–95 với Real Madrid C. Anh ấy ghi 16 bàn chỉ sau chín trận và nhanh chóng được đôn lên đội một bởi huấn luyện viên Jorge Valdano, thay thế Emilio Butragueño. Anh trở thành cầu thủ trẻ nhất từng chơi cho đội 1, mặc dù kỷ lục đã bị phá bởi Alberto Rivera vào cuối mùa giải đó. Vào ngày 29 tháng 10 năm 1994, trong một trận đấu trên sân khách với Real Zaragoza tại La Romareda, anh đã tạo ra một bàn thắng cho đồng đội Iván Zamorano, báo trước sự sụp đổ của Butragueño trong quá trình này. Tuần tiếp theo, Raúl ghi bàn thắng đầu tiên trong trận đấu thứ hai trong trận ra mắt sân nhà trước đối thủ Madrid và câu lạc bộ trẻ cũ Atlético Madrid trong một trận đấu derby. Hoàn toàn khẳng định mình là một suất cố định ở đội một, Raúl đã ghi tổng cộng 9 bàn sau 28 lần ra sân để giúp Real Madrid giành chức vô địch chức vô địch giải đấu 1994–95 trong mùa giải đầu tiên.
Lần chạm bóng cuối cùng của Raúl với tư cách là một cầu thủ Real Madrid trước khi chấn thương khiến anh phải nghỉ thi đấu trong phần còn lại của mùa giải đó là để ghi bàn thắng cuối cùng của anh ấy, bàn thắng mở tỷ số được ghi vào ngày 24 tháng 4 năm 2010 trong chiến thắng 2–1 trên sân khách trước Real Zaragoza ở La Romareda, trùng hợp là sân vận động nơi anh có trận ra mắt vào năm 1994. Bàn thắng được ghi ở phút thứ 50 sau khi Raúl có mặt trên sân với tư cách là một cầu thủ dự bị. vào sân thay Rafael van der Vaart sau 15 phút) đã báo hiệu rằng anh ấy không thể tiếp tục thi đấu và chuẩn bị cho Karim Benzema vào sân thay thế một phút sau bàn thắng.

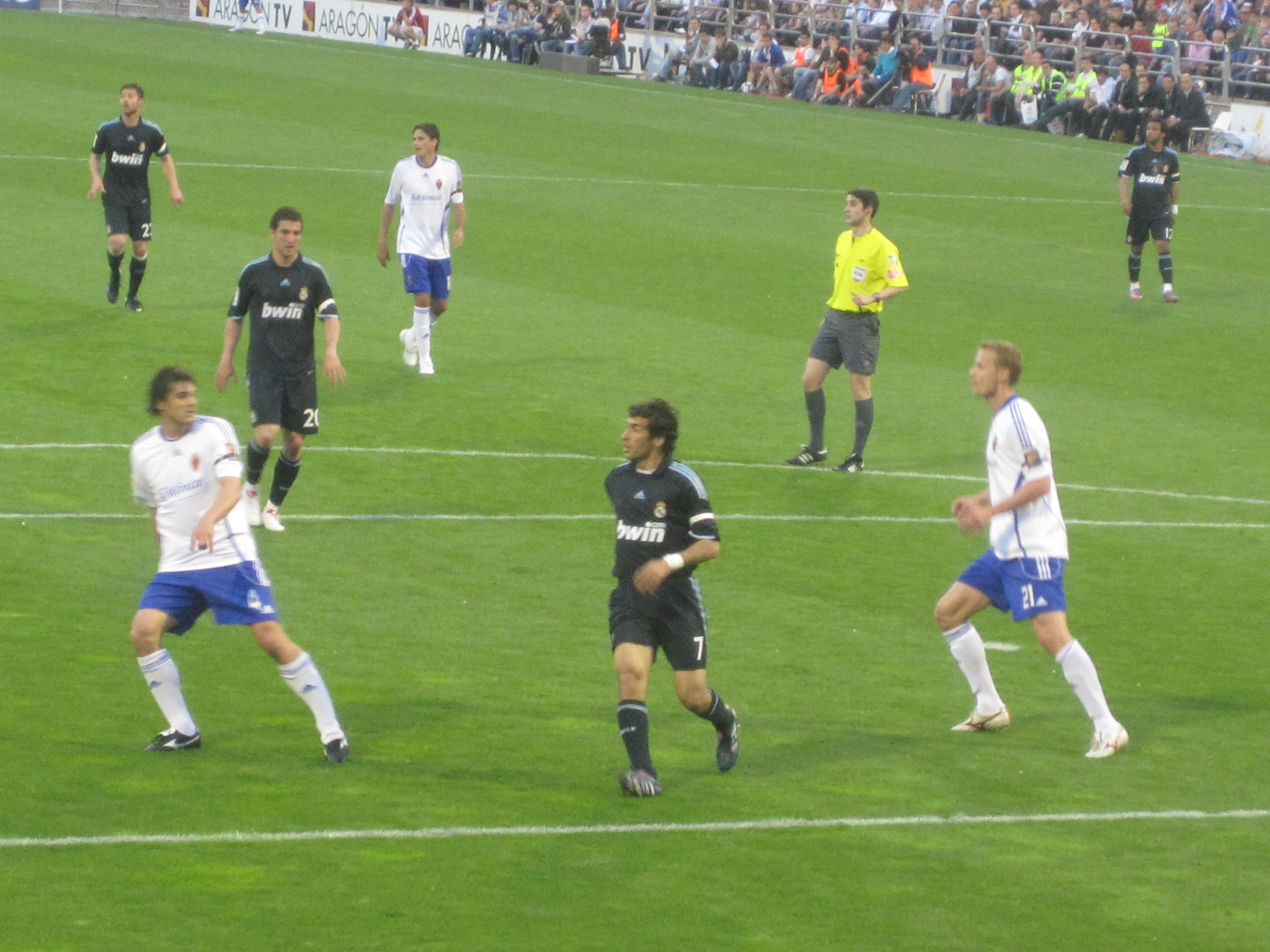
Raúl trong trận đấu cuối cùng của anh ấy với Real Madrid trước Real Zaragoza

Với Real Madrid, anh đã giành được nhiều danh hiệu tại câu lạc bộ, bao gồm cả các danh hiệu La Liga khác ở 1996–97 (ghi 21 bàn thắng ở La Liga), 2000–01 (ghi 24 bàn ở La Liga), và 2002–03 (ghi 16 bàn ở La Liga trong một chiến dịch bị cắt ngắn bởi một cơn viêm ruột thừa khiến Raúl phải nhập viện). Trong giai đoạn từ 1998 đến 2002, Raúl và Real Madrid cũng giành được ba danh hiệu UEFA Champions League vào những năm 1998, 2000, và 2002.

### Schalke 04
Raúl ký hợp đồng 2 năm với Schalke 04 vào ngày 28 tháng 7 năm 2010. Ở đấu trường châu Âu, Raúl đã trở thành cầu thủ ghi nhiều bàn thắng nhất trên mọi giải đấu UEFA với 73 bàn thắng, trước Milan cựu binh Filippo Inzaghi với 70 bàn thắng. Anh ấy đã ghi 71 bàn ở Champions League (66 bàn cho Real Madrid và 5 bàn cho Schalke 04), ngoài ra còn có 2 bàn cho Los Blancos, 1 bàn ở Siêu cúp UEFA 2000 và bàn còn lại ở Cúp Liên lục địa 1998. Vào ngày 22 tháng 10 năm 2010, Raúl ghi hai bàn vào lưới Hapoel Tel Aviv trong chiến thắng 3–1, giúp anh ngang bằng với huyền thoại người Đức Gerd Müller về số bàn thắng nhiều nhất ở châu Âu. Raúl đã phá vỡ hoàn toàn kỷ lục này vào ngày 15 tháng 2 năm 2011 khi trở lại Tây Ban Nha với bàn thắng quan trọng trên sân khách ở vòng 16 đội trước Valencia tại Sân vận động Mestalla trong trận hòa 1-1.
Tại cuộc họp báo ngày 19 tháng 4 năm 2012, Raúl tuyên bố anh sẽ rời Schalke sau khi hết hạn hợp đồng vào tháng 6 và rằng "tương lai của [anh ấy] không phải ở châu Âu". Raúl đã có tác động lớn đến Schalke đến nỗi khi anh ra đi, câu lạc bộ đã quyết định treo chiếc áo số 7 trong thời gian không xác định. Tuy nhiên, vào năm 2013, chiếc áo số 7 đã được trao cho Max Meyer, thần đồng mới của Schalke.

### Al Sadd

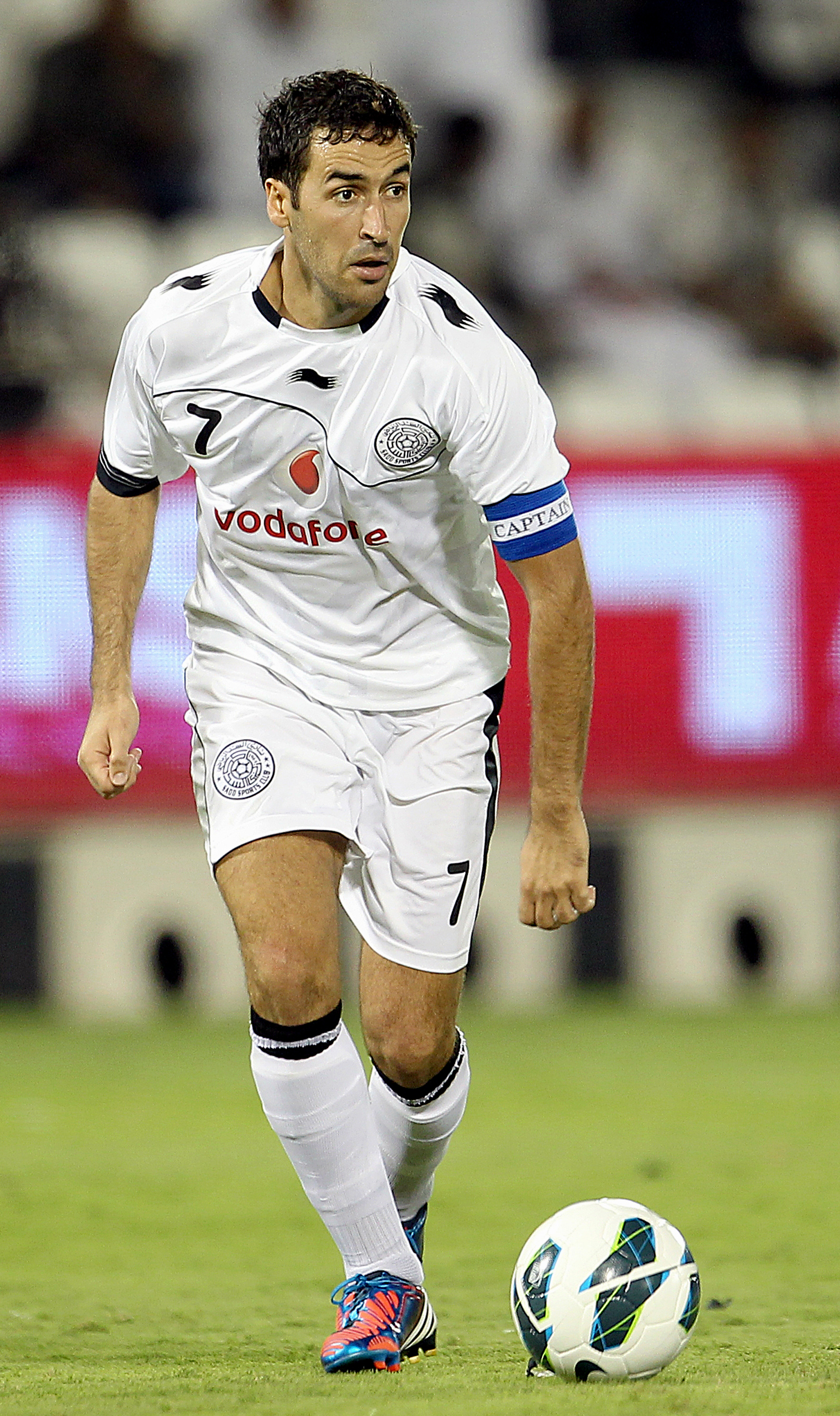
Raúl chơi cho Al Sadd năm 2012

Vào ngày 12 tháng 5 năm 2012, Raúl được thông báo đã ký hợp đồng với Câu lạc bộ bóng đá Qatari Al Sadd cho mùa giải 2012–13 Qatar Stars League. Anh ấy đã thi đấu Trận đấu đầu tiên của anh ấy cho câu lạc bộ vào ngày 5 tháng 8 tại Sheikh Jassem Cup 2012, ghi một quả phạt đền trong hiệp phụ để ấn định chiến thắng 2–0 trước Mesaimeer. Cựu binh cũng đảm nhận vai trò đội trưởng sau khi Abdulla Koni được thay ra. Vào ngày 13 tháng 4 năm 2013, Raúl cùng đội trưởng Al Sadd giành chức vô địch Qatar Stars League 2012–13. Raúl ghi 9 bàn sau 22 lần ra sân giúp Al Sadd giành danh hiệu đầu tiên sau 5 năm. Anh cũng đã được trao Giải thưởng Fair Play vào tháng 5 năm 2013.

### New York Cosmos

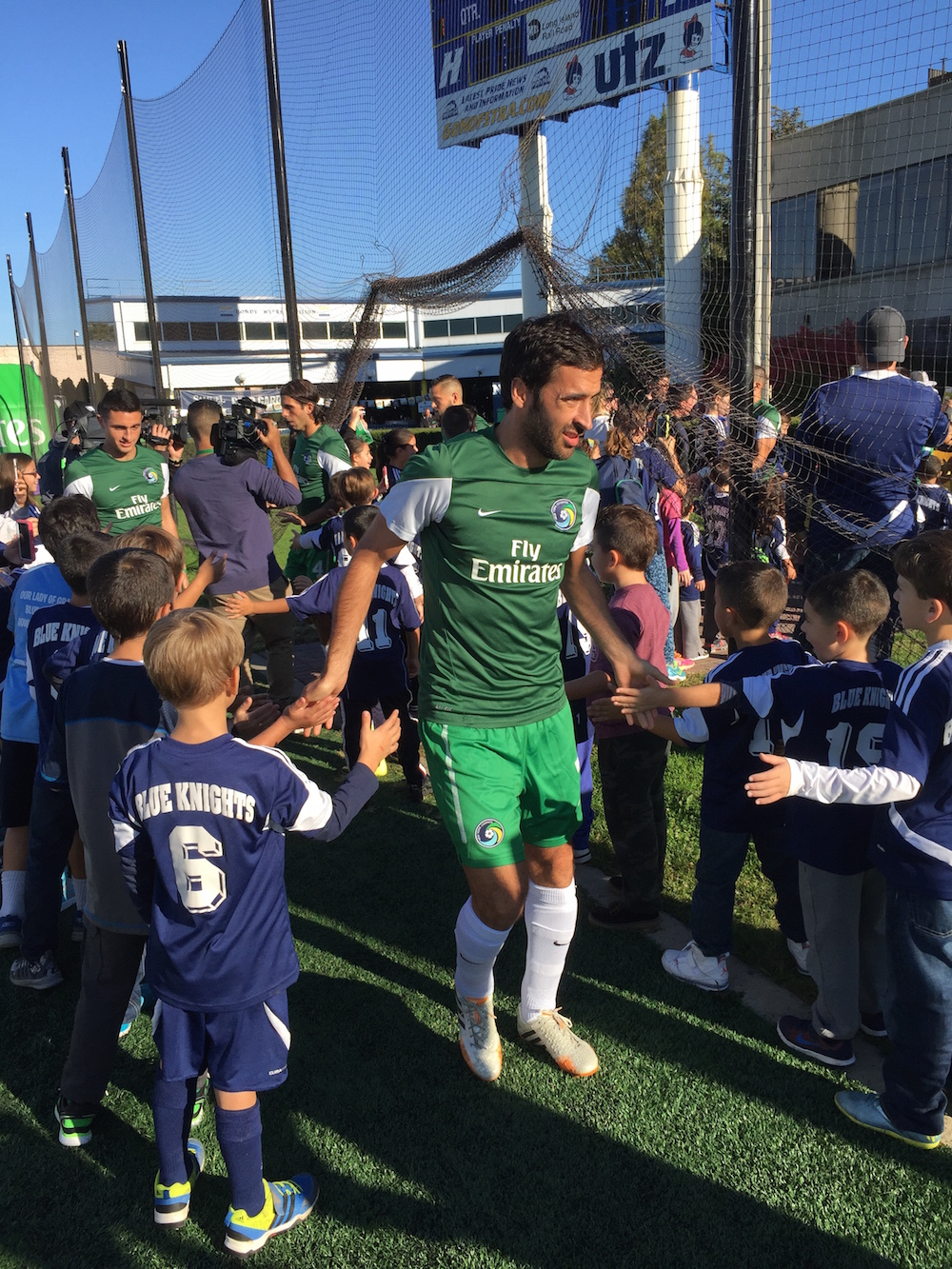
Raúl bước vào sân với tư cách là thành viên của New York Cosmos trong trận đấu sân nhà năm 2015

Vào ngày 30 tháng 10 năm 2014, Raúl trở lại bóng đá chuyên nghiệp và ký hợp đồng với New York Cosmos ở Hoa Kỳ. Anh ra mắt North American Soccer League (NASL) vào ngày 4 tháng 4 năm 2015 trong chiến thắng 1–0 trước Fort Lauderdale Strikers, thuộc sở hữu một phần của đối tác tấn công cũ ở Real Madrid, Ronaldo, anh rời sân vì chấn thương gân khoeo trong hiệp 2.
Vào ngày 16 tháng 10 năm 2015, một lần nữa có thông báo Raúl sẽ giải nghệ vào cuối mùa giải. Cosmos kết thúc với thành tích tốt nhất trong mùa giải thường lệ, giành được Cúp cổ động viên Bắc Mỹ. Vào ngày 7 tháng 11, anh ghi bàn thắng quyết định khi đội của anh từ phía sau giành chiến thắng 2-1 trước Strikers ở bán kết, giành một suất tham dự Soccer Bowl 2015, giải đấu mà họ đã thắng 3–2 trước Ottawa Fury FC tám ngày sau. Anh nhắc lại quyết định giải nghệ sau Soccer Bowl.

## Sự nghiệp quốc tế
Tại vòng loại UEFA Euro 2000, Raúl đã ghi bốn bàn trong trận thắng 9–0 của Tây Ban Nha trước Áo. Bốn ngày sau, anh ghi ba bàn trong chiến thắng 6–0 trên sân khách trước San Marino trong cùng một giải đấu vòng loại. Vào ngày 5 tháng 6, trước các đối thủ tương tự ở Villarreal, anh ấy lại đạt mục tiêu trong trận đấu 9–0. Raúl chơi từng phút trong chiến dịch vòng chung kết Euro 2000 của Tây Ban Nha tại Bỉ và Hà Lan. Anh ghi bàn thắng đầu tiên trong chiến thắng 2–1 của họ trước Slovenia tại Amsterdam Arena. Tây Ban Nha bị loại ở tứ kết bởi nhà vô địch cuối cùng Pháp; Raúl đá hỏng quả phạt đền ở phút cuối và lẽ ra phải bước vào hiệp phụ.
Tại 2002 FIFA World Cup ở Hàn Quốc và Nhật Bản, Raúl đã mở ra chiến thắng 3–1 trước người Slovenes trong trận đấu đầu tiên của Bảng B của Tây Ban Nha, và ghi thêm hai bàn nữa trong chiến thắng 3–2 trước Nam Phi ở Daejeon để đi tiếp với tư cách là những người chiến thắng trong nhóm. Anh ấy bị chấn thương háng trong trận thắng ở vòng 16 đội trước Cộng hòa Ireland, và bỏ lỡ phần còn lại của giải đấu, trong đó Tây Ban Nha bị Hàn Quốc loại ở tứ kết.
Vào ngày 7 tháng 9 năm 2002, Raúl ghi bàn trong chiến thắng 2–0 trên sân khách trước Hy Lạp ở Vòng loại Euro 2004, ghi 29 bàn sau 56 trận đấu quốc tế, ngang bằng với kỷ lục ghi bàn quốc gia do cầu thủ mới nghỉ hưu Fernando Hierro thiết lập. Anh ấy đã phá kỷ lục vào ngày 12 tháng 2 năm 2003 khi ghi hai bàn trong tỷ số 3–1 trận giao hữu giành chiến thắng trước Đức tại Son Moix ở Palma, Mallorca. Anh đá chính mọi trận đấu tại vòng chung kết Euro 2004 ở Bồ Đào Nha, trong đó Tây Ban Nha đã bị loại ở vòng bảng.
Raúl có lần khoác áo thứ 89 vào ngày 8 tháng 10 năm 2005 trong chiến thắng 2–0 trên sân khách trước Bỉ ở Vòng loại World Cup 2006, ngang hàng với Hierro với tư cách là Cầu thủ ra sân nhiều nhất của Tây Ban Nha. Tuy nhiên, anh ấy chơi ít thường xuyên hơn trong suốt chiến dịch với tư cách là người quản lý mới Luis Aragonés thích hợp tác với David Villa và Fernando Torres.
Tại giải đấu cuối cùng ở Đức, anh vào sân trong hiệp một cho Luis García trong trận đấu vòng bảng thứ hai ở Stuttgart , Tây Ban Nha đang dẫn trước Tunisia 0–1. Khi thủ môn Ali Boumnijel không thể cản phá cú sút của Cesc Fàbregas' ở phút 72, Raúl gỡ hòa từ cự ly gần và giúp Tây Ban Nha chung cuộc giành chiến thắng 3–1. Lần cuối cùng anh ấy được chọn vào đội tuyển quốc gia là vào ngày 6 tháng 9, trong trận thua 3–2 trước [ [Đội tuyển bóng đá quốc gia Bắc Ireland|Bắc Ireland]] ở Belfast, một trận đấu mà anh ấy đã sút trúng cột dọc ở phút cuối.

## Sự nghiệp huấn luyện

### Real Madrid U15
Vào ngày 17 tháng 8 năm 2018, Raúl được bổ nhiệm làm huấn luyện viên đội trẻ của Real Madrid, phụ trách đội Cadete B (dưới 15 tuổi).

### Castilla Real Madrid
Vào ngày 20 tháng 6 năm 2019, ông được bổ nhiệm làm huấn luyện viên của Real Madrid Castilla. Anh ấy bắt đầu mùa giải với ba trận thắng, năm trận hòa và năm trận thua.

## Phong cách chơi

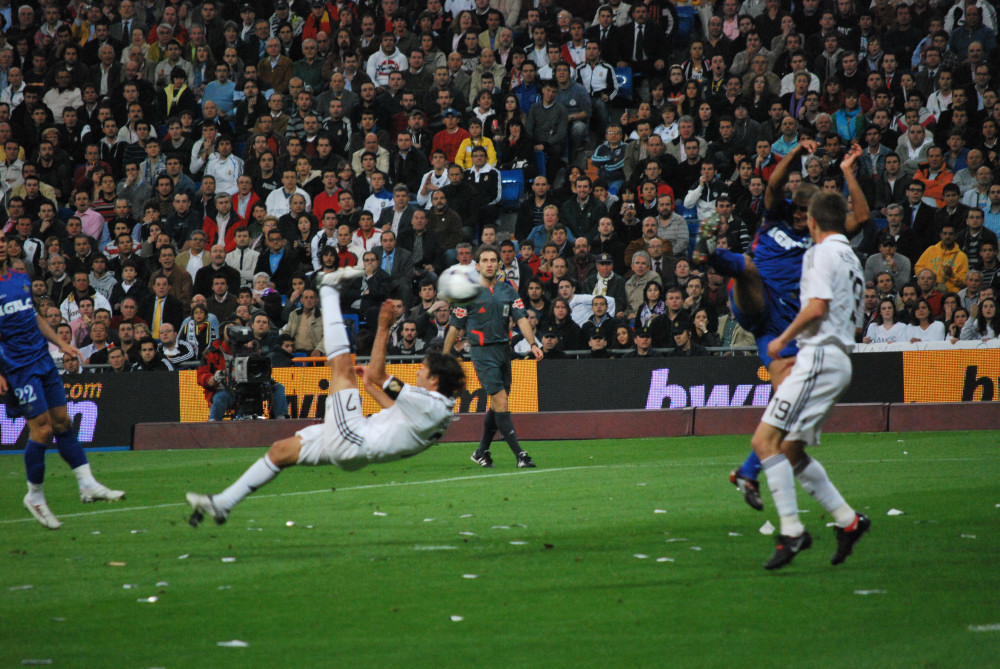
Raúl thực hiện pha ngả người móc bóng với Real Madrid năm 2009

một tay săn bàn cừ khôi và tiền đạo có tính sáng tạo cao, Raúl được coi là một trong những tiền đạo vĩ đại nhất và ổn định nhất trong thế hệ của anh ấy. Mang áo số 7 trong phần lớn sự nghiệp câu lạc bộ và quốc tế của mình, anh ấy có khả năng chơi ở bất cứ đâu dọc theo tuyến đầu , mặc dù anh ấy chủ yếu được bố trí ở vị trí tiền đạo trung tâm, hoặc với tư cách là tiền đạo hỗ trợ. Anh ấy cũng có khả năng chơi ở vị trí số 10 phía sau tiền đạo, và thậm chí còn bị huấn luyện viên sử dụng không phải vị trí cầu thủ chạy cánh trái Fabio Capello trong mùa giải 1996–97. Raúl là một cầu thủ thuận chân trái nhanh nhẹn, có khả năng ghi cả hai bàn thắng trong và ngoài vòng cấm với cú sút chính xác và uy lực của anh ấy, và có thiên hướng ghi bàn từ chips. Anh ấy sở hữu khả năng kiểm soát bóng xuất sắc,

## Đời tư
Raúl có một kiểu ăn mừng bàn thắng riêng biệt. Sau mỗi bàn thắng anh đều hôn lên chiếc nhẫn cưới, với ý dành tặng bàn thắng cho vợ anh, Mamen Sanz. Họ có với nhau bốn con trai: Jorge (đặt tên theo Jorge Valdano), Hugo (đặt tên theo thần tượng thời thơ ấu của Raúl - Hugo Sánchez) và cặp sinh đôi Héctor và Mateo. Anh có sở thích đọc sách, đặc biệt là sách của Arturo Pérez Reverte, nghe các thể loại nhạc Tây Ban Nha, đi săn và xem đấu bò.

## Thống kê sự nghiệp
Tính đến ngày 15 tháng 11 năm 2015.
| Câu lạc bộ          | Mùa giải            | Giải vô địch                 | Giải vô địch | Giải vô địch | Cúp1 | Cúp1 | Châu lục2 | Châu lục2 | Khác3 | Khác3 | Tổng cộng | Tổng cộng |
| Câu lạc bộ          | Mùa giải            | Hạng đấu                     | Trận         | Bàn          | Trận | Bàn  | Trận      | Bàn       | Trận  | Bàn   | Trận      | Bàn       |
| ------------------- | ------------------- | ---------------------------- | ------------ | ------------ | ---- | ---- | --------- | --------- | ----- | ----- | --------- | --------- |
| Real Madrid C       | 1994–95             | Segunda División B           | 7            | 16           | —    | —    | —         | —         | —     | —     | 7         | 16        |
| Real Madrid B       | 1994–95             | Segunda División             | 1            | 0            | —    | —    | —         | —         | —     | —     | 1         | 0         |
| Real Madrid         | 1994–95             | La Liga                      | 28           | 9            | 2    | 1    | 0         | 0         | —     | —     | 30        | 10        |
| Real Madrid         | 1995–96             | La Liga                      | 40           | 19           | 2    | 1    | 8         | 6         | 2     | 0     | 52        | 26        |
| Real Madrid         | 1996–97             | La Liga                      | 42           | 21           | 5    | 1    | —         | —         | —     | —     | 47        | 22        |
| Real Madrid         | 1997–98             | La Liga                      | 35           | 10           | 1    | 0    | 2         | 2         | 3     | 0     | 49        | 13        |
| Real Madrid         | 1998–99             | La Liga                      | 37           | 25           | 2    | 0    | 8         | 3         | 2     | 1     | 49        | 29        |
| Real Madrid         | 1999–2000           | La Liga                      | 34           | 17           | 4    | 0    | 15        | 10        | 4     | 2     | 57        | 29        |
| Real Madrid         | 2000–01             | La Liga                      | 36           | 24           | 0    | 0    | 12        | 7         | 2     | 1     | 50        | 32        |
| Real Madrid         | 2001–02             | La Liga                      | 35           | 14           | 6    | 6    | 12        | 6         | 2     | 3     | 55        | 29        |
| Real Madrid         | 2002–03             | La Liga                      | 31           | 16           | 2    | 0    | 12        | 9         | 2     | 0     | 47        | 25        |
| Real Madrid         | 2003–04             | La Liga                      | 35           | 11           | 7    | 6    | 9         | 2         | 2     | 1     | 53        | 20        |
| Real Madrid         | 2004–05             | La Liga                      | 32           | 9            | 1    | 0    | 10        | 4         | —     | —     | 43        | 13        |
| Real Madrid         | 2005–06             | La Liga                      | 26           | 5            | 0    | 0    | 6         | 2         | —     | —     | 32        | 7         |
| Real Madrid         | 2006–07             | La Liga                      | 35           | 7            | 1    | 0    | 7         | 5         | —     | —     | 43        | 12        |
| Real Madrid         | 2007–08             | La Liga                      | 37           | 18           | 1    | 0    | 8         | 5         | 2     | 0     | 48        | 23        |
| Real Madrid         | 2008–09             | La Liga                      | 37           | 18           | 1    | 3    | 7         | 3         | 2     | 0     | 47        | 24        |
| Real Madrid         | 2009–10             | La Liga                      | 30           | 5            | 2    | 0    | 7         | 2         | —     | —     | 39        | 7         |
| Real Madrid         | Tổng cộng           | Tổng cộng                    | 550          | 228          | 37   | 18   | 132       | 66        | 22    | 11    | 741       | 323       |
| Schalke 04          | 2010–11             | Bundesliga                   | 34           | 13           | 4    | 1    | 12        | 5         | 1     | 0     | 51        | 19        |
| Schalke 04          | 2011–12             | Bundesliga                   | 32           | 15           | 3    | 2    | 11        | 4         | 1     | 0     | 47        | 21        |
| Schalke 04          | Tổng cộng           | Tổng cộng                    | 66           | 28           | 7    | 3    | 23        | 9         | 2     | 0     | 98        | 40        |
| Al Sadd             | 2012–13             | Qatar Stars League           | 22           | 9            | 12   | 3    | 0         | 0         | —     | —     | 34        | 12        |
| Al Sadd             | 2013–14             | Qatar Stars League           | 17           | 2            | 5    | 2    | 5         | 0         | —     | —     | 27        | 4         |
| Al Sadd             | Tổng cộng           | Tổng cộng                    | 39           | 11           | 17   | 5    | 5         | 0         | —     | —     | 61        | 16        |
| New York Cosmos     | 2015                | North American Soccer League | 28           | 8            | 2    | 0    | —         | —         | 2     | 1     | 32        | 9         |
| New York Cosmos     | Tổng cộng           | Tổng cộng                    | 28           | 8            | 2    | 0    | —         | —         | 2     |       | 32        | 9         |
| Tổng cộng sự nghiệp | Tổng cộng sự nghiệp | Tổng cộng sự nghiệp          | 683          | 275          | 63   | 26   | 160       | 75        | 26    | 12    | 932       | 388       |

1Played in Copa del Rey With Real Madrid and DFB-Pokal With Schalke 04 and Qatari Stars Cup, Sheikh Jassem Cup With Al Sadd and Lamar Hunt U.S. Open Cup with New York Cosmos.
2Played in UEFA Champions League và UEFA Cup/UEFA Europa League With Real Madrid and Schalke 04 and AFC Champions League With Al Sadd.
3Includes other competitive competitions, including the Supercopa de España, UEFA Super Cup, Intercontinental Cup, FIFA Club World Cup With Real Madrid and DFL-Supercup With Schalke 04.

### Bàn thắng ở đội tuyển quốc gia
| #  | Ngày                 | Địa điểm                                                   | Đối thủ              | Bàn thắng | Kết quả | Giải đấu                 |
| -- | -------------------- | ---------------------------------------------------------- | -------------------- | --------- | ------- | ------------------------ |
| 1  | 14 tháng 12 năm 1996 | Sân vận động Mestalla, Valencia, Tây Ban Nha               | Nam Tư               | 2–0       | 2–0     | Vòng loại World Cup 1998 |
| 2  | 25 tháng 3 năm 1998  | Balaídos, Vigo, Tây Ban Nha                                | Thụy Điển            | 3–0       | 4–0     | Giao hữu                 |
| 3  | 13 tháng 6 năm 1998  | Sân vận động Beaujoire, Nantes, Pháp                       | Nigeria              | 2–1       | 2–3     | World Cup 1998           |
| 4  | 5 tháng 9 năm 1998   | Sân vận động Tsirion, Limassol, Cộng hòa Síp               | Síp                  | 2–1       | 3–2     | Vòng loại Euro 2000      |
| 5  | 18 tháng 11 năm 1998 | Sân vận động Arechi, Salerno, Ý                            | Ý                    | 2–2       | 2–2     | Giao hữu                 |
| 6  | 27 tháng 3 năm 1999  | Sân vận động Mestalla, Valencia, Tây Ban Nha               | Áo                   | 1–0       | 9–0     | Vòng loại Euro 2000      |
| 7  | 27 tháng 3 năm 1999  | Sân vận động Mestalla, Valencia, Tây Ban Nha               | Áo                   | 2–0       | 9–0     | Vòng loại Euro 2000      |
| 8  | 27 tháng 3 năm 1999  | Sân vận động Mestalla, Valencia, Tây Ban Nha               | Áo                   | 6–0       | 9–0     | Vòng loại Euro 2000      |
| 9  | 27 tháng 3 năm 1999  | Sân vận động Mestalla, Valencia, Tây Ban Nha               | Áo                   | 7–0       | 9–0     | Vòng loại Euro 2000      |
| 10 | 31 tháng 3 năm 1999  | Sân vận động Olympic, Serravalle, San Marino               | San Marino           | 0–2       | 0–6     | Vòng loại Euro 2000      |
| 11 | 31 tháng 3 năm 1999  | Sân vận động Olympic, Serravalle, San Marino               | San Marino           | 0–4       | 0–6     | Vòng loại Euro 2000      |
| 12 | 31 tháng 3 năm 1999  | Sân vận động Olympic, Serravalle, San Marino               | San Marino           | 0–5       | 0–6     | Vòng loại Euro 2000      |
| 13 | 5 tháng 6 năm 1999   | Sân vận động El Madrigal, Villarreal, Tây Ban Nha          | San Marino           | 5–0       | 9–0     | Vòng loại Euro 2000      |
| 14 | 4 tháng 9 năm 1999   | Sân vận động Ernst Happel, Viên, Áo                        | Áo                   | 0–1       | 1–3     | Vòng loại Euro 2000      |
| 15 | 10 tháng 10 năm 1999 | Sân vận động Carlos Belmonte, Albacete, Tây Ban Nha        | Israel               | 3–0       | 3–0     | Vòng loại Euro 2000      |
| 16 | 26 tháng 1 năm 2000  | Sân vận động Cartagonova, Cartagena, Tây Ban Nha           | Ba Lan               | 1–0       | 3–0     | Giao hữu                 |
| 17 | 18 tháng 6 năm 2000  | Amsterdam Arena, Amsterdam, Hà Lan                         | Slovenia             | 0–1       | 1–2     | Euro 2000                |
| 18 | 16 tháng 8 năm 2000  | Niedersachsenstadion, Hannover, Đức                        | Đức                  | 4–1       | 4–1     | Giao hữu                 |
| 19 | 24 tháng 3 năm 2001  | Sân vận động José Rico Pérez, Alicante, Tây Ban Nha        | Liechtenstein        | 4–0       | 5–0     | Vòng loại World Cup 2002 |
| 20 | 2 tháng 6 năm 2001   | Sân vận động Carlos Tartiere, Oviedo, Tây Ban Nha          | Bosna và Hercegovina | 3–1       | 4–1     | Vòng loại World Cup 2002 |
| 21 | 6 tháng 6 năm 2001   | Sân vận động Ramat Gan, Tel Aviv, Israel                   | Israel               | 1–1       | 1–1     | Vòng loại World Cup 2002 |
| 22 | 5 tháng 9 năm 2001   | Sân vận động Rheinpark, Vaduz, Liechtenstein               | Liechtenstein        | 0–1       | 0–2     | Vòng loại World Cup 2002 |
| 23 | 14 tháng 11 năm 2001 | Sân vận động Nuevo Colombino, Huelva, Tây Ban Nha          | México               | 1–0       | 1–0     | Giao hữu                 |
| 24 | 17 tháng 4 năm 2002  | Windsor Park, Belfast, Bắc Ireland                         | Bắc Ireland          | 0–1       | 0–5     | Giao hữu                 |
| 25 | 17 tháng 4 năm 2002  | Windsor Park, Belfast, Bắc Ireland                         | Bắc Ireland          | 0–3       | 0–5     | Giao hữu                 |
| 26 | 2 tháng 6 năm 2002   | Sân vận động World Cup Gwangju, Gwangju, Hàn Quốc          | Slovenia             | 1–0       | 3–1     | World Cup 2002           |
| 27 | 12 tháng 6 năm 2002  | Sân vận động World Cup Daejeon, Daejeon, Hàn Quốc          | Nam Phi              | 0–1       | 2–3     | World Cup 2002           |
| 28 | 12 tháng 6 năm 2002  | Sân vận động World Cup Daejeon, Daejeon, Hàn Quốc          | Nam Phi              | 2–3       | 2–3     | World Cup 2002           |
| 29 | 7 tháng 9 năm 2002   | Sân vận động Apostolos Nikolaidis, Athens, Hy Lạp          | Hy Lạp               | 0–1       | 0–2     | Vòng loại Euro 2004      |
| 30 | 12 tháng 2 năm 2003  | Son Moix, Palma, Tây Ban Nha                               | Đức                  | 1–0       | 3–1     | Giao hữu                 |
| 31 | 12 tháng 2 năm 2003  | Son Moix, Palma, Tây Ban Nha                               | Đức                  | 2–1       | 3–1     | Giao hữu                 |
| 32 | 29 tháng 3 năm 2003  | Khu liên hợp thể thao quốc gia Olimpiyskiy, Kiev, Ukraina  | Ukraina              | 1–1       | 2–2     | Vòng loại Euro 2004      |
| 33 | 10 tháng 9 năm 2003  | Sân vận động Manuel Martínez Valero, Elche, Tây Ban Nha    | Ukraina              | 1–0       | 2–1     | Vòng loại Euro 2004      |
| 34 | 10 tháng 9 năm 2003  | Sân vận động Manuel Martínez Valero, Elche, Tây Ban Nha    | Ukraina              | 2–0       | 2–1     | Vòng loại Euro 2004      |
| 35 | 11 tháng 10 năm 2003 | Sân vận động Cộng hòa, Yerevan, Armenia                    | Armenia              | 0–2       | 0–4     | Vòng loại Euro 2004      |
| 36 | 15 tháng 11 năm 2003 | Sân vận động Mestalla, Valencia, Tây Ban Nha               | Na Uy                | 1–1       | 2–1     | Vòng loại Euro 2004      |
| 37 | 19 tháng 11 năm 2003 | Sân vận động Ullevaal, Oslo, Na Uy                         | Na Uy                | 0–1       | 0–3     | Vòng loại Euro 2004      |
| 38 | 31 tháng 3 năm 2004  | El Molinón, Gijón, Tây Ban Nha                             | Đan Mạch             | 2–0       | 2–0     | Giao hữu                 |
| 39 | 3 tháng 9 năm 2004   | Sân vận động Mestalla, Valencia, Tây Ban Nha               | Scotland             | 1–1       | 1–1     | Giao hữu                 |
| 40 | 9 tháng 10 năm 2004  | Sân vận động Thể thao El Sardinero, Santander, Tây Ban Nha | Bỉ                   | 2–0       | 2–0     | Vòng loại World Cup 2006 |
| 41 | 9 tháng 2 năm 2005   | Sân vận động Juegos Mediterráneos, Almería, Tây Ban Nha    | San Marino           | 3–0       | 5–0     | Vòng loại World Cup 2006 |
| 42 | 7 tháng 9 năm 2005   | Sân vận động Santiago Bernabéu, Madrid, Tây Ban Nha        | Serbia và Montenegro | 1–0       | 1–1     | Vòng loại World Cup 2006 |
| 43 | 3 tháng 6 năm 2006   | Sân vận động Manuel Martínez Valero, Elche, Tây Ban Nha    | Ai Cập               | 1–0       | 2–0     | Giao hữu                 |
| 44 | 19 tháng 6 năm 2006  | Sân vận động Gottlieb Daimler, Stuttgart, Đức              | Tunisia              | 1–1       | 3–1     | World Cup 2006           |

## Thống kê huấn luyện
| Đội                          | Từ        | Đến       | Thông số | Thông số | Thông số | Thông số | Thông số | Thông số | Thông số | Thông số    |
| Đội                          | Từ        | Đến       | G        | W        | D        | L        | GF       | GA       | GD       | Tỉ lệ thắng |
| ---------------------------- | --------- | --------- | -------- | -------- | -------- | -------- | -------- | -------- | -------- | ----------- |
| Real Madrid Castilla         | 20/6/2019 | Nay       | 70       | 28       | 21       | 21       | 105      | 85       | +20      | 40,00       |
| U-19 Real Madrid (caretaker) | 1/7/2020  | 31/8/2020 | 4        | 4        | 0        | 0        | 11       | 4        | +7       | 100,00      |
| Tổng                         | Tổng      | Tổng      | 74       | 32       | 21       | 21       | 116      | 89       | 27       | 43,24       |

## Danh hiệu

### Câu lạc bộ

#### Real Madrid
- La Liga: 1994–95, 1996–97, 2000–01, 2002–03, 2006–07, 2007–08
- Supercopa de España: 1997, 2001, 2003, 2008
- UEFA Champions League: 1997–98, 1999–2000, 2001–02
- UEFA Super Cup: 2002
- Intercontinental Cup: 1998, 2002

#### Schalke 04
- DFB-Pokal: 2010–11
- DFL-Supercup: 2011
- UEFA Champions League 2010-11 : Bán kết

#### Al Sadd
- Qatar Stars League: 2012–13
- Emir of Qatar Cup: 2014

#### New York Cosmos
- North American Soccer League: Spring Season 2015
- North American Supporters' Trophy: 2015
- Soccer Bowl: 2015

### Cá nhân
- Cầu thủ trẻ hay nhất La Liga: 1994–95
- Vua phá lưới nội La Liga: 1995–96, 1998–99, 2000–01, 2002–03
- Cầu thủ Tây Ban Nha hay nhất La Liga: 1996–97, 1998–99, 1999–2000, 2000–01, 2001–02 (kỷ lục)
- Đội hình tiêu biểu của ESM: 1996–97, 1998–99, 1999–2000
- Vua phá lưới La Liga: 1998–99, 2000–01
- Vua phá lưới UEFA Champions League: 1999–2000, 2000–01
- Tiền đạo xuất sắc nhất cấp CLB của UEFA: 1999–2000, 2000–01, 2001–02
- Vua kiến tạo UEFA Champions League: 2002–03
- FIFA 100
- Qatar Stars League Fair Play Award: 2013

### Kỷ lục
- Ra sân nhiều nhất cho Real Madrid: 741 trận
- Ra sân nhiều nhất cho Real Madrid tại La Liga: 550 trận